# Викуплення у християнстві

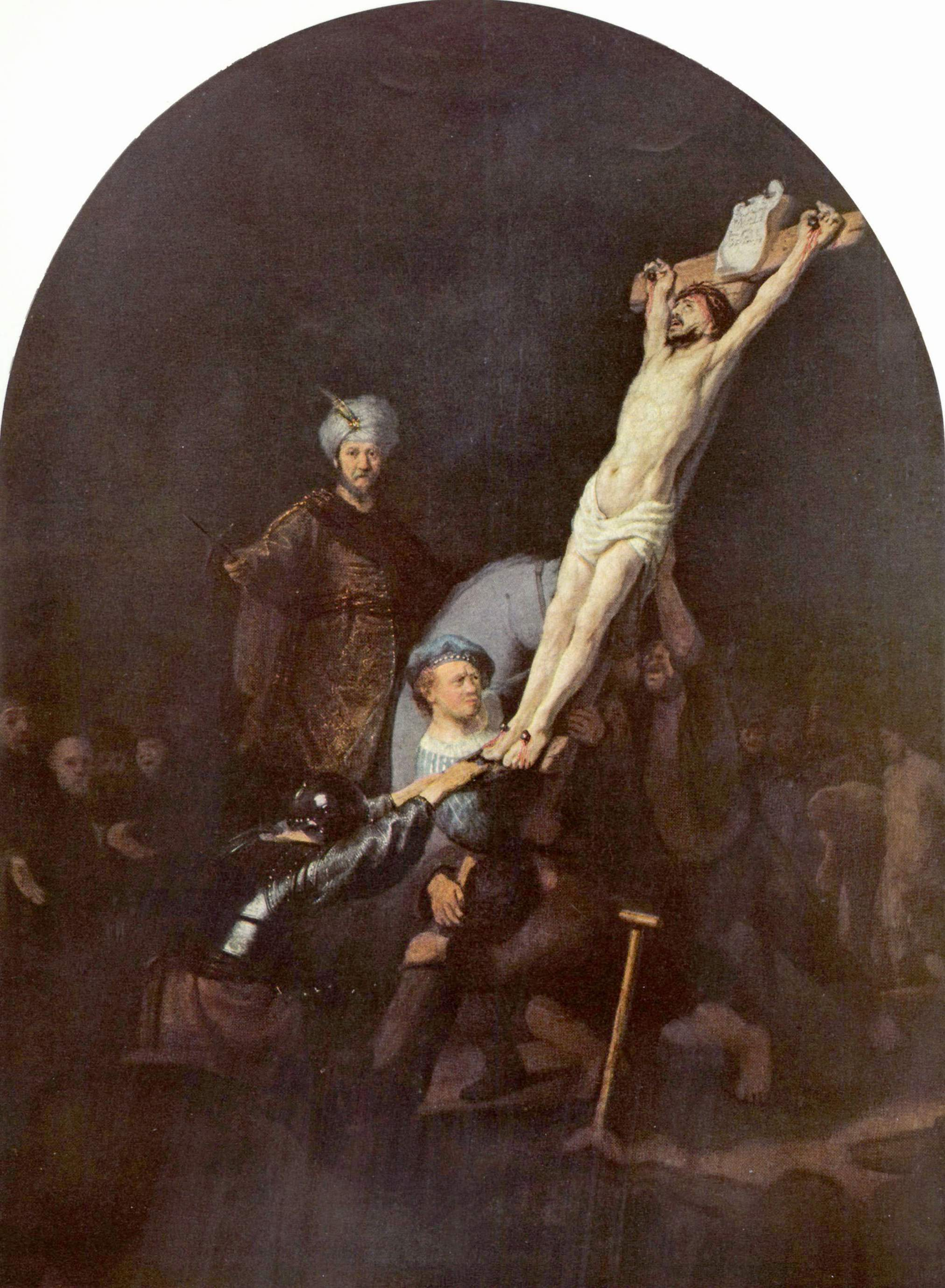
Рембрандт, Розп'яття Христа, картина 1633 року

Викуплення, спокута, відкуплення (грец. ἀπολύτρωσις, λύτρωση літросіс,  лат. redemptio; ст.-укр. откупеня ) — слов'янський переклад грецького слова lytrosis, що означає «викуп», тобто суму грошей, вплачення якої дає рабу звільнення, а приреченому до смерті життя. В християнському богослів'ї поняття викуплення людей від гріха посідає центральну роль. Можна сказати що само християнство не можливе без «євангелія (тобто „благої новини“) про викуплення від гріха» — вона лежить в основі цілої християнської віри. Поняття «викуплення від гріха ціною крові Божого Сина» зовсім не характерне та чуже для ісламу, індуїзму, буддизму чи інших малочисельних релігій. Ісус Христос в християнстві названий також через це Спаситель.
В Новому Заповіті Христос називається «викупленням» за гріхи людей (Матвія 20:28, 1 Кор. 1:30). Людина через гріхопадіння потрапила до рабство гріха (Івана 8:24 та інші) і потребує викуплення, щоб звільнитися від цього рабства.

## Отці церквипро питання отримувача викупу
Древньоцерковні письменники ставили запитання: кому Христос заплатив викуп за людей?
Деякі отці Церкви вважають що жертва була для самої людини.

### Версія заплати викупу дияволу
Деякі вважали, що викуп було заплачено дияволу, в рабстві якого знаходилася людина. Так, наприклад Оріген (вчення якого у ряді положень виявилося непридатним для ортодоксальної церкви, тому оригенізм був офіційно засуджений церковним собором) стверджував, що Син Божий віддав Свій дух в руки Отця, а душу віддав дияволу як викуп за людей: «Кому Викупитель дав душу Свою у викуп за багатьох? Не Богу, а… дияволу… Як викуп дана за нас душа Сина Божого, а не дух Його, бо він перед тим віддав його Отцеві зі словами: „Отче, в руки Твої віддаю дух Мій“, також і не тіло, тому що про це ми нічого не знаходимо в Писанні».
За таке розуміння викуплення Орігенові докоряв святитель Григорій Богослов, один з Отців Церкви: «Якщо велика і преславна кров Бога, архієрея та жертви дана як ціна викуплення лукавому, то як це образливо! Розбійник отримує не тільки ціну викупу від Бога, але й самого Бога!»
Визволяючи нас від рабства гріха та смерті, Христос не торгувався з дияволом і нічого йому не платив. Бог, як Справедливий Суддя, виніс вирок: «Плата за гріх — смерть». Ми знаємо, що Бог що сказав, те виконує, Його слово не може скасовуватись, чи перефразовуватись, в Нього так — так і ні — ні. Найменший гріх має бути покараний смертю, іншого виходу нема, інакше Бог став би неправдомовцем. Але ж, ми знаємо, що Бог є любов і в любові Своїй Він, в лиці Сина Свого Ісуса Христа, прийшов на землю, віддав Себе Самого, як викуп за гріхи всього людства і, таким чином, Бог не порушуючи Свого ж Закону, задовільнив справедливість. Вирок був приведений до виконання, людство було спасенне.

### Версія викупу як «ошуку» та «угоди з дияволом»
Святитель Григорій Ніський трактує викуплення як «ошукання» та «угоду з дияволом»: Христос, аби викупити людей, пропонує йому Свою власну плоть, «ховаючи» під нею Божество; диявол кидається на неї, як на приманку, але ковтає разом з приманкою «гачок», тобто Божество та гине. На питання про те чи не є «ошукання» неморальністю, невластивою Божеству, святий Григорій відповідає, що так як диявол сам ошуканець, то досить справедливо було зі сторони Бога теж ошукати його: «(Диявол) вжив оману до розтління єства, а справедливий, благий і премудрий (Бог) вимисленням омани скористався до спасіння розтлінного, благодіючи не лише погиблій (людині), але й самому причиннику нашої погибелі (дияволу)… Тому й самому противнику, якщо б він відчув благодіяння, не здалося б зовсім несправедливим».

### Версія «висміювання» пекла
Деякі інші Отці теж говорять про те, що диявол «ошукався», але не йдуть так далеко, щоб стверджувати, що Бог його обманув. Так, в Оголошувальному слові, що приписується святому Івану Золотоустому (воно читається на Великодній утрені), говориться, що пекло було «осміяним» Воскресінням Христа і «попалося» на тому, що не зауважило під видимою людиною невидимого Бога: «Пекло засмутилося, зустрівши тебе долу: засмутилося, тому що скасувалося, засмутилося тому, що було осміяне… Прийняло тіло — а торкнулося Бога, прийняло землю — а зустріло небо, прийняло, що бачило — і попалося на тому чого не бачило». В одній з трьох коліноприклонних молитов, що читаються в празник Пятидесятниці (Трійці), говориться, що Христос «начало злобного і глубинного змія богомудросною облесливістю (тобто оманою) вловив».

### Латинська версія «задовільнення» (сатисфакції)— заплати викупу Богу Отцю
За іншим трактуванням, викуп був заплачений не дияволу, оскільки він не має влади над людиною, а Богу Отцю. Західний богослов Ансельм Кентерберійський в XI ст. писав, що гріхопадінням людина була прогнівана Божественна правда, яка вимагала задовільнення (лат. satisfactio), але, оскільки жодних людських жертв не було достатньо, щоб її задовольнити, Син Божий Сам приносить їй викуп. Смерть Христа задовольнити Божий гнів, і людині була повернена благодать, для засвоєння якої йому необхідно мати деякі заслуги — віру та добрі діла. Але оскільки, знову ж, людина не має цих заслуг, то вона може черпати їх в Христа, що сидить понад потрібними заслугами, а також в святих, які вчинили в своєму житті більше добрих діл, ніж це було необхідно для їх особистого спасіння, а тому мають ніби надлишок, яким можуть ділитися. Ця теорія, що народилася в надрах латинського схоластичного богослов'я, носить юридичний характер і відображає середньовічні уявлення про образу честі, що потребує сатисфакції. Смерть Христа при такому розумінні не скасовує гріх, а лише позбавляє людину відповідальності за нього.
Теорія сатисфакції проникла і в московське академічне богослов'я, котре знаходилося в 18-19 століттях під впливом латинської схоластики. Так, наприклад, в «Просторому християнському катехизисі» написано: «Його Христа вільні страждання і хресна смерть за нас, будучи безконечної вартості та достоїнства, як смерть безгрішного і Богочоловіка, і є досконалим задовільненням правосуддя Божого, що засудив нас за гріх на смерть і безсмертна заслуга, що дала Йому право без образи правосуддя подавати нам, грішним, прощення гріхів і благодать для перемоги над гріхом».

### Жертва Христа усій Святій Трійці— реакція Східної церкви на вчення про сатисфакцію
В Східній церкві реакцією на західне вчення про викуплення як сатисфакції був Константинопольський Собор 1157 року, учасники якого, відкидаючи єресь «латиномудруючого» Сотириха Пантивгена, погодилися, що Христос приніс жертву всій Святій Трійці, а не одному Отцю: Христос добровільно приніс Себе в жертву, приніс же Самого Себе по людськості, і Сам прийняв жертву як Бог разом з Отцем і Духом… Богочоловік Слово… приніс спасительну жертву Отцю, Самому Собі, як Богу, і Духу, Котрими людина покликана з небуття в буття, Котрих вона і образила, переступивши заповідь, і з Котрими відбулося примирення стражданнями Христа". В одній з проповідей святителя святого Кирила, Єрусалимського патріарха, говориться: «Дитятко бачу, що приносить законну жертву на землі, але Його ж бачу приймаючим жертви від всіх на небесах… Сам Він — Дари, Сам — Архієрей, Сам — жертовник, Сам — очистилище, Сам — приносячий, Сам і приносимий як жертва за світ. Сам — вогонь сущий, Сам — всепалення, Сам — дерево життя та пізнання, Сам — меч Духа, Сам — Пастир, Сам — жрець, Сам — Закон, Сам ж і виповняючий цей Закон».

### Уникнення мови про викуплення в буквальному сенсі
Багато древнєцерковних авторів зовсім уникають мови про «викуп» в буквальному значенні, розуміючи під викупленням примирення людства з Богом і всиновлення Йому. Вони говорять про викуплення як прояв Божої любові до людини. Цей погляд знаходить підтвердження в Євангелії апостола Івана Богослова: «Так бо Бог полюбив світ, що дав Сина Свого Однородженого, щоб кожен, хто вірує в Нього, не згинув, але мав життя вічне.» (Ів. 3:16). Не гнів Бога Отця, а Його любов є причиною хресної жертви Сина.
За думкою преподобного Симеона Нового Богослова, Христос приносить викуплене Ним людство в дар Богу, остаточно звільняючи його від влади диявола. Оскільки людина поневолена дияволом від самого народження протягом усього життя, Господь проходить через кожен вік, щоб на кожному етапі розвитку людини диявол став переможеним.

### Жертва була принесена заради людини
Константинопольський патріарх, один із отців церкви, великий християнський святий Григорій Богослов писав:
|                                                                                                 | «Приймає Отець [Жертву] не тому, що вимагав або мав потребу, але за домобудівництвом [спасіння] і тому, що людині потрібно було освятитися людством Бога, щоб Він Сам визволив нас ... Такі шляхи Христові».[3] Преподобний Максим Сповідник пише, що Христос підніс, «як Благий, все досягнуте Ним, тим [тобто людям], заради кого Він став Людиною». |
| — Максим Исповедник, прп, Творения. Кн. 2. Вопросоответы к Фалассию. Вопрос 21. М., 1994. С. 72 | |

## Коло розповсюдження дії викупительної жертви Христа
На кого розповсюджується дія викупительної жертви Христа? Євангельське слово відповідає — на всіх, хто увірував в Христа: «Хто увірує й охриститься, буде спасений, а хто не ввірує засуджений буде» (Марка 16:16). Віра в Христа робить нас дітьми Божими, що народилися від Бога (Івана 16:12-13). Через віру, Хрещення і життя в Церкві людина стає співнаслідником Царства Божого, звільняється від всіх наслідків гріхопадіння, воскресає разом з Христом і приспільнюється до життя вічного.

## Наслідки та значення викуплення Христа
В Христі отримує оправдання, завершення і абсолютний смисл вся історія людини, включаючи його гріхопадіння і вигнання з раю. Царство Небесне, що дарується Христом тому хто вірує в Нього, є чимось більшим аніж першосотворений рай; це «нетлінне, нескверне і нев'януче насліддя», за словами апостола Петра (1 Петр. 1:4), це «третє небо», про яке апостол Павло не зміг нічого сказати, тому що «невимовні звуки», що звучали там, перевищують всяке людське слово:
| " | Не корисно хвалитись мені, бо я прийду до видінь і об́явлень Господніх. Я знаю чоловіка в Христі, що він чотирнадцять років тому чи в тілі, не знаю, чи без тіла, не знаю, знає Бог був узятий до третього неба. І чоловіка я знаю такого, чи в тілі, чи без тіла, не знаю, знає Бог, що до раю був узятий, і чув він слова невимовні, що не можна людині їх висловити. Отаким похвалюся, а собою хвалитись не буду, хіба тільки своїми немочами. Бо коли я захочу хвалитись, то безумний не буду, бо правду казатиму; але стримуюсь я, щоб про мене хто більш не подумав, ніж бачить у мені або чує від мене. (2Кор. 12:1-6) | " |

Втілення Христа і Його викупительний подвиг мають для людини більше значення, ніж навіть створення людини. З моменту боговтілення людська історія ніби починається заново: людина знову опиняється лицем в лице з Богом, стільки ж близькою, а, можливо, — ще більше близькою, аніж в перші хвилини існування людей. Христос впроваджує людину в «новий рай» — Церкву, де Він царює, і людина царює разом з ним.
У Христі досягається мета існування людини — приспільнення до Бога, поєднання з Богом, обоження. «Син Божий стає Сином людським, щоби син людський став сином Божим», — говорить священномученик Іреней Ліонський. Ще лаконічніше виразив ту ж думку святитель Афанасій Великий: «Він учоловічився, щоби ми обожилися». Преподобний Максим Сповідник говорить: «Тверда та вірна основа надії на обоження для людської істоти є учоловічення Бога, в такій ж мірі робляча людину богом, в якій сам Бог зробився людиною. Бо явно, що той хто зробився людиною без гріха може обожити і істоту (людську) без перетворення в Божество, в такій мірі возвишивши її до Себе, в якій Сам смирив Себе ради людини.» Преподобний Максим називає Бога «бажаючим спасіння і спрагненим обоження» людей. По Своїй безмірній любові до людини Христос зійшов на Голготу і перетерпів хресну смерть, яка примирила та з'єднала людину з Богом.

## Відкуплення в мунізмі
Концепція відкуплення тут тісно пов'язана з ідеєю відновлення людства до його первісного стану. Згідно з вченням, через гріхопадіння людина втратила свою зв'язок із Богом і опинилася під контролем сатани. Для того щоб відновити цю втрату, необхідно пройти процес, відомий як відкуплення (кор. тангам), що передбачає встановлення умов, які дозволяють повернутися до Божественного порядку. Це включає в себе не лише віру, але й виконання певних дій, які  допомагають звільнитися від впливу сатани.
Згідно з Принципом, жертва Ісуса на хресті відновлює духовний зв'язок між Богом і людьми, дозволяючи їм відродитися, але тільки духовно. Через свою смерть на хресті Ісус виконав умову відкуплення, сплативши ціну за гріхи людства, що дозволяє кожному вірному отримати прощення і стати частиною духовного Божого царства. Повне (субстанційне) відкуплення очікується при Другому пришесті.
В мунізмі основним шляхом відкуплення для вірних є визнання Месії як Істинного Батька людства, який має здатність очистити людей від первородного гріха. Це відкуплення можливе шляхом встановлення основи для Месії, що вимагає активної участі людей у виконанні умов відкуплення. Лише через ці умови люди можуть прогресувати у своєму духовному розвитку, відновлюючи свою первісну природу і повертаючись до єдності з Богом. Таким чином, концепція відкуплення підкреслює важливість як особистої відповідальності, так і божественної благодаті у процесі відкуплення.